# 馬德拉海蘭茲 (加利福尼亞州)
馬德拉海蘭斯（英語：Madera Highlands）是位於美國加利福尼亞州馬德拉縣的一個非建制地區。該地的面積和人口皆未知。

## 地理
馬德拉海蘭斯的座標為37°00′40″N 120°04′52″W / 37.01111°N 120.08111°W，而該地的平均海拔高度為82米（即269英尺）。